# Harry Jeske
Harry Jeske (* 6. Oktober 1937 in Oranienburg; † 20. August 2020 in Wismar) war ein deutscher Bassgitarrist, Gitarrist und Komponist.

## Leben und Wirken
Harry Jeske wuchs gemeinsam mit einer elf Jahre jüngeren Schwester im brandenburgischen Oranienburg auf. 
Er besuchte drei Jahre lang eine Musikschule in Ost-Berlin (Spezialklasse für Tanzmusik), wo er erstmals auf seine späteren Puhdys-Bandkollegen traf. Seine erste musikalische Station war die Gruppe „KARO-AS“, wofür er eigens Gitarrenunterricht nahm. Danach war er bei der Uwe-Wendel-Combo als Gitarrist aktiv. Später spielte er beim Henry-Kottowski-Sextett als Bassist mit.
Im Jahr 1969 war Jeske eines der Gründungsmitglieder der Band Puhdys, deren Name sich aus den Vornamen der damaligen Bandmitglieder zusammensetzte. Jeske war über 25 Jahre der Bassist sowie auch der organisatorische Leiter der Musikgruppe. Als Sänger hörte man ihn bei den Songs Alles war neu und Halbzeit. Für die Puhdys komponierte er u. a. den Song Lied für Generationen. Ab den 1990er-Jahren häuften sich bei Jeske gesundheitliche Probleme. Als bei ihm ein chronisches Ohrenleiden (Meniere-Krankheit) festgestellt wurde, verließ er auf ärztliches Anraten im Jahr 1997 die Band. Für Jeske rückte Peter Rasym als Bassgitarrist nach. 
Als Komponist und Texter war Jeske auch für andere Künstler tätig, z. B. für Petra Zieger, IC Falkenberg und Ralf Bursy.
Harry Jeske hatte eine Tochter aus seiner ersten Ehe sowie auch eine Adoptivtochter. Ab Ende der 1990er-Jahre lebte Jeske mit seiner zweiten Ehefrau auf den Philippinen, wo er sich zeitweise als Händler für Möbel aus Bambus betätigte. Im Jahr 2017 kehrten beide wieder nach Deutschland zurück. Seinen letzten öffentlichen Auftritt hatte Jeske, im Rollstuhl sitzend, am 19. November 2019 in Rostock bei einer Veranstaltung zum 50. Band-Jubiläum der Puhdys.
Harry Jeske starb am 20. August 2020 nach langer, schwerer Krankheit im Alter von 82 Jahren in Wismar. Seine Urne wurde seebestattet.